# Cantón de Saulx
El cantón de Saulx era una división administrativa francesa que estaba situada en el departamento de Alto Saona y la región de Franco Condado.

## Composición
El cantón estaba formado por dieciséis comunas, más una fracción de otra comuna:
- Abelcourt
- Adelans-et-le-Val-de-Bithaine (fracción)
- Betoncourt-lès-Brotte
- Châteney
- Châtenois
- Creveney
- Genevrey
- La Creuse
- La Villedieu-en-Fontenette
- Mailleroncourt-Charette
- Meurcourt
- Neurey-en-Vaux
- Saulx
- Servigney
- Velleminfroy
- Velorcey
- Villers-lès-Luxeuil

## Supresión del cantón de Saulx
En aplicación del Decreto n.º 2014-164 de 17 de febrero de 2014, el cantón de Saulx fue suprimido el 22 de marzo de 2015 y sus 17 comunas pasaron a formar parte; diez del nuevo cantón de Lure-1, y siete del nuevo cantón de Saint-Loup-sur-Semouse.